# Gaffelstjärtad kungstyrann
Gaffelstjärtad kungstyrann (Tyrannus savana) är en amerikansk fågel i familjen tyranner inom ordningen tättingar.

## Utseende och läten
Gaffelstjärtad kungstyrann är i grunden en svartvit fågel, i grunden lik en liten östlig kungstyrann med svart hjässa, grå ovansida och ljus undersida. Den har dock en iögonfallande mycket lång kluven svart stjärt, hos hanen upp till 15 cm. Vidare är bröstet helvitt (grå bröstsidor hos östlig kungstyrann) och vingundersidorna vita, ej grå. Enda förväxlingsrisken är saxstjärtad kungstyrannen som har lika lång och uppseendeväckande stjärt, men denna är svartvit och fjäderdräkten mycket ljusare grå med laxrosa vingundersidor. Lätet är en ljus och hård serie med "tik"-toner".

## Utbredning och systematik
Gaffelstjärtad kungstyrann delas in i fyra underarter:
- Tyrannus savana savana – häckar i centrala och södra Sydamerika (östra Bolivia och södra Brasilien söderut till centrala Argentina); sydliga populationer är flyttfåglar som övervintrar i norra Sydamerika samt i Trinidad och Tobago
- Tyrannus savana monachus – förekommer från södra Mexiko (Veracruz) till Colombia, Guyana och norra Brasilien
- Tyrannus savana sanctaemartae – förekommer längs Colombias norra karibiska kust och i nordvästra Venezuela (Guajira-halvön)
- Tyrannus savana circumdatus – förekommer i den lägre delen av Amazonområdet i Brasilien (i väster till Manaus-området)

Arten är en sällsynt men årlig gäst i Nordamerika, framför allt utmed Atlantkusten. Ett europeiskt fynd i spanska El Rocio i Doñana 19 oktober 2002 har sedermera underkänts.

## Levnadssätt
Gaffelstjärtad kungstyrann hittas i öppen terräng, framför allt betesmarker eller savann med spridda träd och buskar. Födan består huvudsakligen av flygande insekter, men utanför häckningstid även bär och palmfrukter. Fågeln häckar mellan mars och juni i Costa Rica och januari–maj i Colombia. Bon har observerats i oktober i Venezuela och mellan oktober och januari i Argentina.

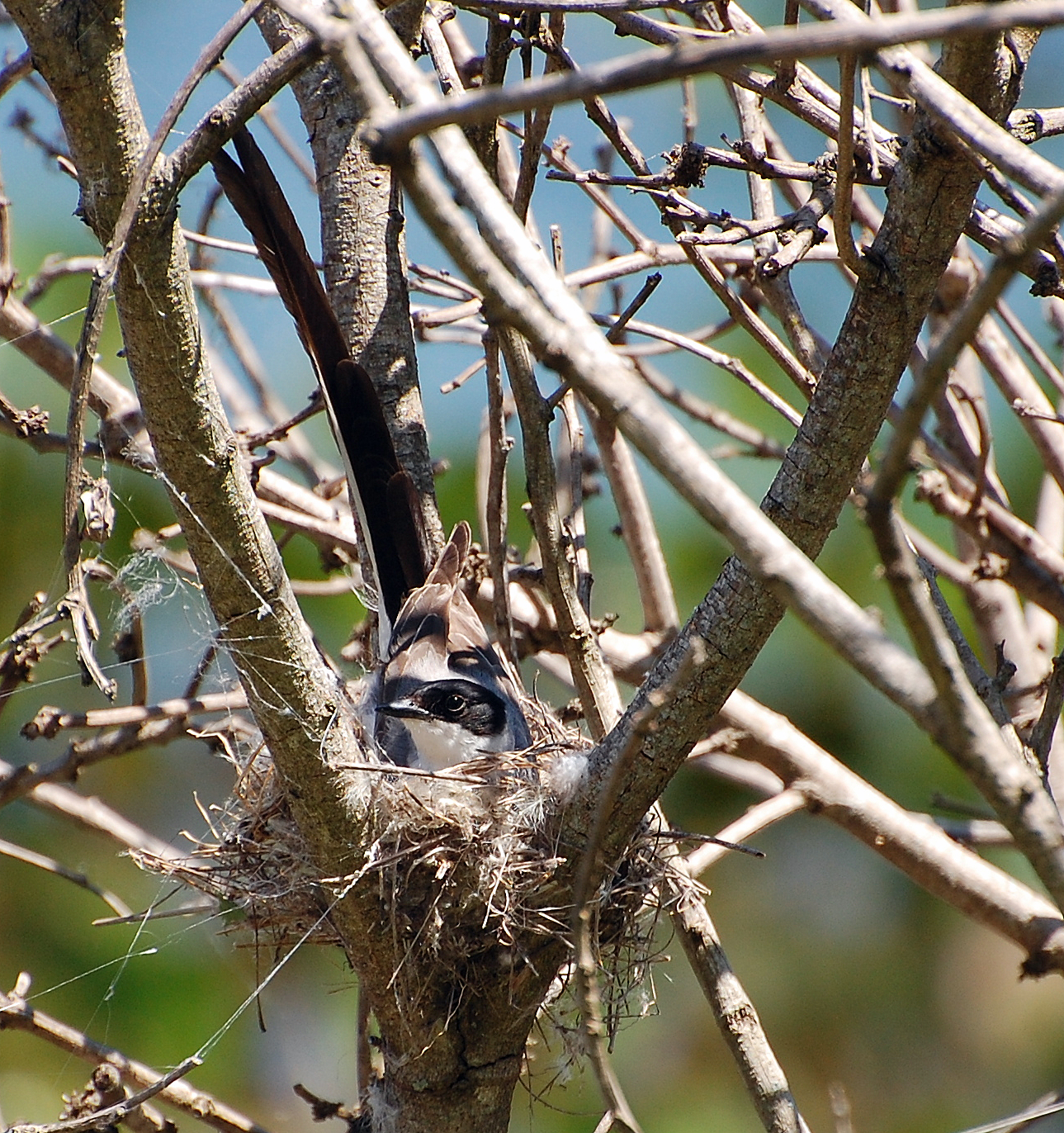
Gaffelstjärtad kungstyrann på bo.

## Status och hot
Arten har ett stort utbredningsområde och en stor population med stabil utveckling. Utifrån dessa kriterier kategoriserar internationella naturvårdsunionen IUCN arten som livskraftig (LC). Världspopulationen uppskattas till mellan fem och 50 miljoner individer.